# Pseudoscada timna
Pseudoscada timna är en fjärilsart som beskrevs av William Chapman Hewitson 1854. Pseudoscada timna ingår i släktet Pseudoscada och familjen praktfjärilar. Inga underarter finns listade.

## Bildgalleri

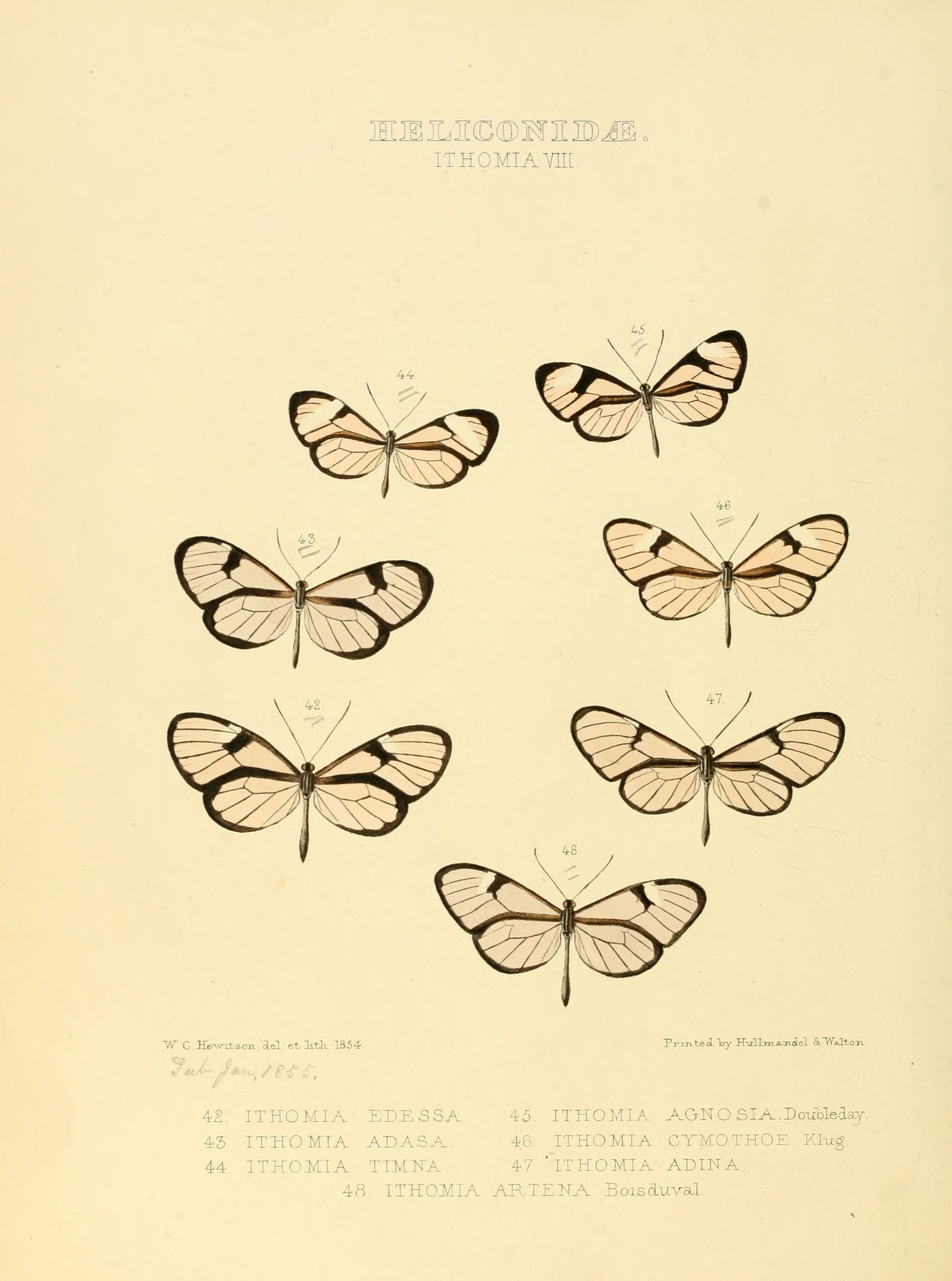
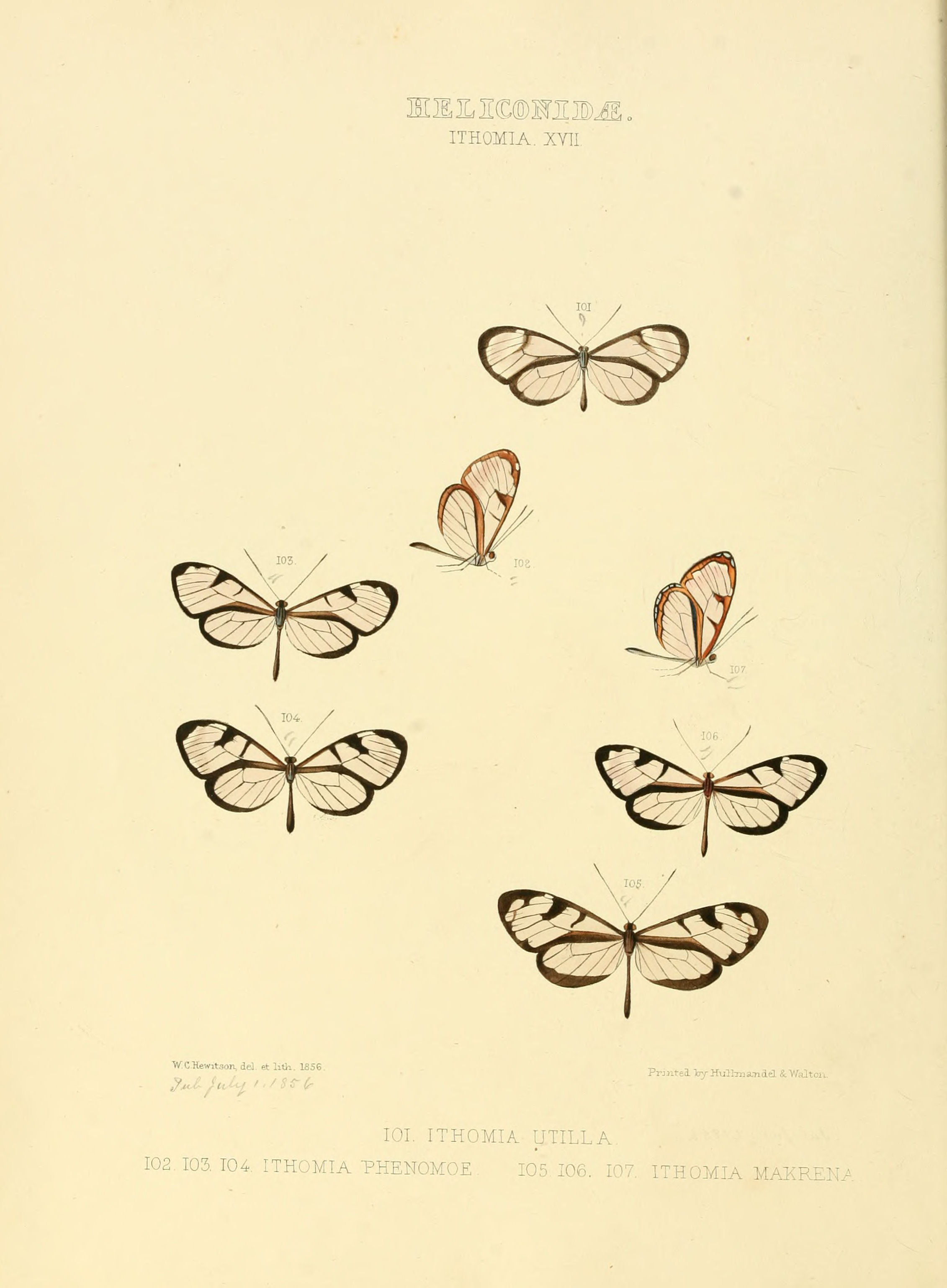
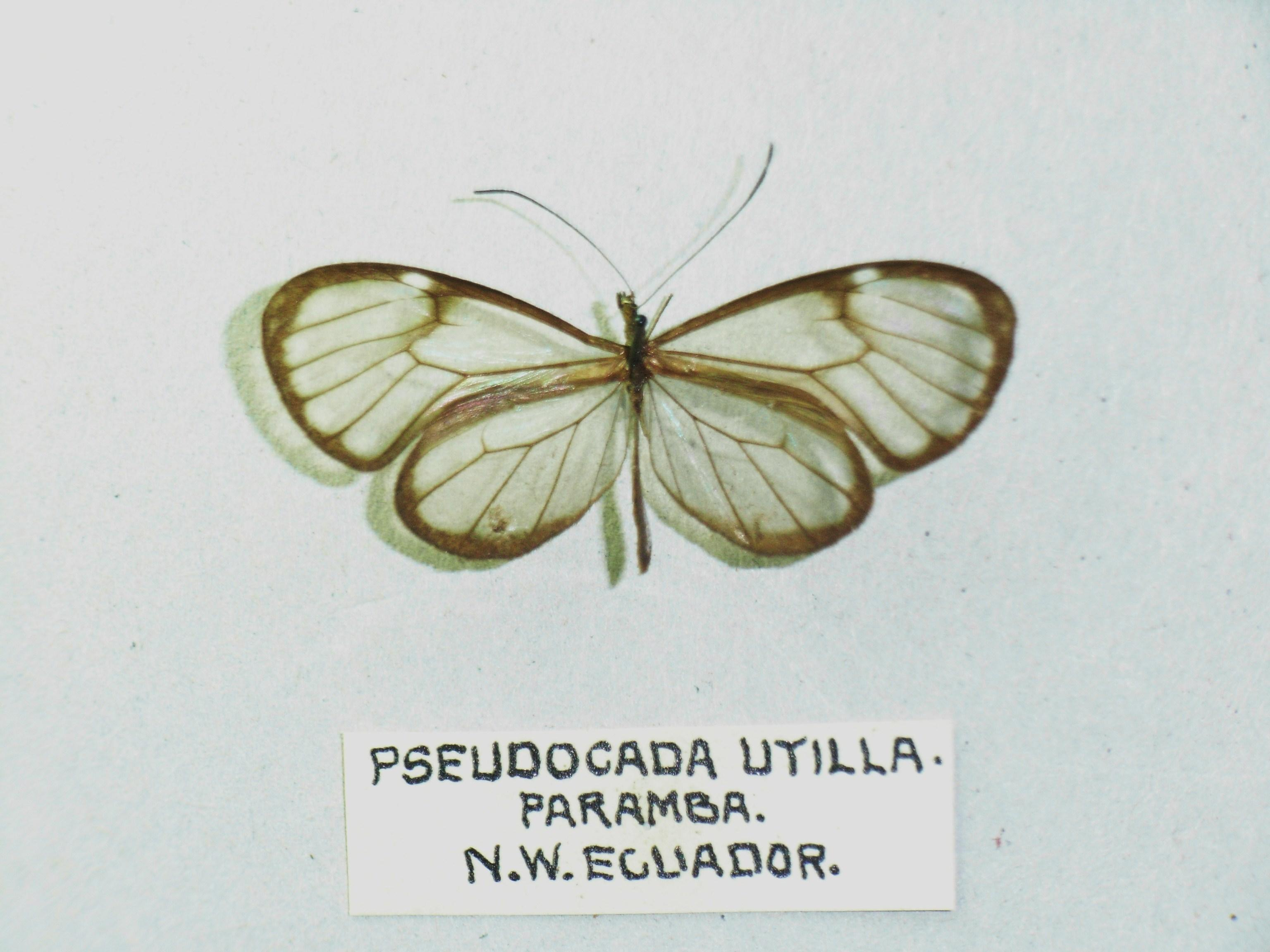